# Pecos Bill - Una leggenda per amico
Pecos Bill - Una leggenda per amico (Tall Tale: The Unbelievable Adventures of Pecos Bill) è un film del 1995 diretto da Jeremiah S. Chechik con protagonista Patrick Swayze, nei panni del cowboy Pecos Bill. Il film è prodotto dalla Walt Disney Pictures e mescola due generi differenti come il western e il fantasy.

## Trama
Il giovane Daniel Hackett deve salvare a tutti i costi Paradise Valley, la fattoria del padre. La terra dove è nata Paradise Valley è ambita dall'avido e senza scrupoli J.P. Stiles, che cerca con ogni mezzo di impossessarsi del terreno. Dopo che Stiles ha tentato di uccidere il padre, Daniel scappa e nella sua fuga si imbatte in Pecos Bill, l'eroe di cui suo padre gli ha raccontato le coraggiose e leggendarie avventure. Pecos Bill, assieme al taglialegna Paul Bunyan e all'ex schiavo John Henry, aiuterà la famiglia Hackett a salvare la propria fattoria dalle grinfie di Stiles.